# Трубиньш, Янис Янович
Янис Янович Трубиньш (латыш. Jānis Trubiņš; род. 28 марта 1945) — советский деятель спецслужб, генерал-майор госбезопасности. Начальник 5-го отдела — отдела «З» (защита конституционного строя), затем заместитель председателя КГБ Латвийской ССР по оперативной работе (24 марта 1989—1991).

## Биография
Из латышских крестьян. После окончания в январе 1964 года сельскохозяйственного техникума в Казданга Аурской волости работал главным агрономом в Лайдской волости Кулдигского района, в ноябре того же года был призван на службу в Советскую Армию. Служил в частях ПрибВО: командир танка, писарь в штабе части. Демобилизован в ноябре 1967 года, затем работал разнорабочим в Вентспилского морском порту, с августа 1968 г. — секретарь парторганизации совхоза.
С сентября 1970 года — в органах госбезопасности. Службу начал в должности оперуполномоченного отдела КГБ Латвийской ССР по городу и порту Вентспилс. С 1972 года — на учёбе в Высшей Краснознамённой школе («ВКШ») КГБ им. Ф. Э. Дзержинского.
После её окончания в январе 1977 года назначен заместителем начальника отдела КГБ Латвийской ССР по городу и ж/д станции Даугавпилс. С августа 1978 года вновь обучался в ВКШ КГБ им. Ф. Э. Дзержинского, которую окончил в августе 1980 года с дипломом офицера с высшим специальным образованием со знанием английского языка.
Затем с сентября 1980 по июль 1984 года работал в должности заместителя начальника отдела КГБ Латвийской ССР по г. Рига; в 1984 году ему присвоено звание подполковника КГБ, с июля 1984 по сентябрь 1986 года — начальник 5-го отдела — отдела «З» КГБ Латвийской ССР по г. Рига, руководил борьбой с идеологической диверсией.
Был начальником 5-го отдела КГБ Латвийской ССР (сентябрь 1986 — апрель 1989 г.).
24 марта 1989 года назначен заместителем председателя КГБ Латвийской ССР (по 1991 г.). Полковник с 1990 г. Закончил службу в 1991 году в звании генерал-майора.

## Награды
- Орден «Знак Почёта» (1980)
- Медали СССР
- ведомственные награды КГБ.